# Koninklijke Marine
Koninklijke Marine (Królewska Holenderska Marynarka Wojenna) – marynarka wojenna Holandii, będąca częścią Holenderskich Sił Zbrojnych. Banderę okrętów stanowi flaga narodowa. Personel liczy 10 000 ludzi, a główna flota składa się z czterech dużych fregat typu De Zeven Provinciën i dwóch małych typu Karel Doorman oraz czterech okrętów podwodnych typu Walrus i dwóch dużych ekspedycyjnych okrętów desantowych-doków typu Rotterdam, do służby wchodzą także cztery oceaniczne okręty patrolowe typu Holland. Marynarka holenderska patroluje wody dawnych Antyli Holenderskich, w marcu 2013 roku patrolowiec typu Holland, Zr.Ms. „Friesland” (P842), w trakcie 4-miesięcznego pobytu na Karaibach zatrzymał przemytników narkotyków. Trzy fregaty typu De Zeven Provinciën oraz okręty wsparcia Zr.Ms. „Amsterdam” i Zr.Ms. „Johan De Witt” brały udział w operacji „Atalanta” u wybrzeży Półwyspu Somalijskiego między 2009 i 2013.

## Historia najnowsza

### Od połowy XIX wieku
W epoce pary marynarka holenderska została zredukowana z pozycji dawnej potęgi morskiej. Jej głównymi zadaniami stała się ochrona posiadłości kolonialnych w Holenderskich Indiach Wschodnich oraz Gujanie. Od połowy XIX wieku zbudowano w tym celu ponad 20 nieopancerzonych krążowników (fregat lub korwet). Z kolei dla obrony wybrzeża kraju do początku lat 90. flota wzbogaciła się o 18 niewielkich monitorów i trzy większe okręty pancerne oraz mniejsze okręty. Większość okrętów budowano w Holandii, z wyjątkiem pierwszych okrętów pancernych i torpedowców. Od lat 90. do początku XX wieku zbudowano dziewięć pancerników obrony wybrzeża, z tego sześć większych, zdolnych także do służby w koloniach oraz sześć krążowników. Ostatnim i największym pancernikiem obrony wybrzeża był „De Zeven Provinciën”, ukończony w 1910 roku.
Od początku XX wieku pojawiło się widmo zagrożenia kolonii w Indiach Wschodnich przez rozwijającą swoją marynarkę Japonię, a w Europie zagrożenie lądowe dla Holandii ze strony Cesarstwa Niemieckiego. Projekt budowy dalszych trzech pancerników obrony wybrzeża został jednak zarzucony z powodu przestarzałości tej klasy, a projekt z 1913 roku budowy aż dziewięciu pełnowartościowych pancerników – z powodów finansowych. Zbudowano jednak od 1900 roku osiem niszczycieli (typu Fret), liczne torpedowce i pierwsze okręty podwodne (oznaczane dla floty metropolii literą O, a dla kolonii literą K). Oprócz sił morskich stacjonujących w Holandii, marynarka holenderska wydzielała dywizjon okrętów stacjonujących rotacyjnie w Indiach Wschodnich oraz siły stacjonujące tam na stałe. Poza Królewską Marynarką były niewielkie okręty, głównie patrolowce, podporządkowane gubernatorowi Indii Wschodnich. Podczas I wojny światowej Holandia zdołała zachować neutralność. Jedynie podjęto wówczas budowę nowoczesnych krążowników lekkich typu Java, z pomocą niemiecką, lecz ograniczenia materiałowe spowodowały, że ukończono tylko dwa, dopiero w połowie lat 20.
W okresie międzywojennym marynarka Holandii borykała się z niedostatecznym finansowaniem, przez co ambitne plany stworzenia marynarki realnie chroniącej Indie Wschodnie nie były realizowane w wystarczającym stopniu. Od połowy lat 20. zbudowano serię ośmiu niszczycieli grupy typów Admiralen i trzech dużych kanonierek; rozwijano też liczną flotę podwodną. Dopiero w drugiej połowie lat 30. marynarka otrzymała trzeci krążownik lekki „De Ruyter”, a następnie przyjęto program większej rozbudowy floty, lecz niewiele okrętów zostało ukończonych przed zajęciem kraju przez Niemcy w 1940 roku. Z budowanych czterech krążowników ukończono tylko jeden mały krążownik „Tromp”, a drugi „Jacob van Heemskerck” został ewakuowany i ukończony w Wielkiej Brytanii. Z czterech nowo budowanych niszczycieli, tylko jeden „Isaac Sweers” został ukończony w Wielkiej Brytanii, a drugi zdobyli Niemcy (ZH1). Nie rozpoczęto w ogóle budowy trzech zaaprobowanych już wielkich krążowników z artylerią kalibru 28 cm. 

### II wojna światowa
Na początku 1940 roku Holandia miała w służbie cztery krążowniki lekkie, osiem niszczycieli, 27 okrętów podwodnych, siedem kanonierek, ponadto liczne trałowce i okręty minowe oraz przestarzałe torpedowce i okręty obrony wybrzeża. W czasie ataku niemieckiego w kwietniu 1940 roku zatopione zostało kilka okrętów, w tym jeden niszczyciel („Van Galen”) i duża kanonierka („Johan Maurits van Nassau”), lecz większość zdołała ewakuować się do Wielkiej Brytanii, skąd kontynuowała służbę przy boku Royal Navy, podporządkowana rządowi na uchodźstwie, razem z okrętami znajdującymi się w Indiach Wschodnich. W Wielkiej Brytanii ukończono też jeden krążownik i niszczyciel, a nadto marynarka holenderska otrzymała szereg okrętów od Brytyjczyków, przede wszystkim dwa niszczyciele typu N i cztery okręty podwodne.
Holenderskie okręty brały udział w działaniach wojennych na europejskim teatrze działań, jednak przede wszystkim zostały użyte do obrony Holenderskich Indii Wschodnich po ataku japońskim na przełomie 1941/42 roku, w składzie międzynarodowego alianckiego dowództwa ABDA. Holenderski admirał Karel Doorman został dowódcą zespołu uderzeniowego sił ABDA. Kampania w Indiach Holenderskich okazała się katastrofalna dla holenderskiej marynarki, która straciła dwa krążowniki, siedem niszczycieli i osiem okrętów podwodnych, zaś w największej bitwie na Morzu Jawajskim zginął adm. Doorman. Pozostałe oraz nowo otrzymane holenderskie okręty walczyły do końca wojny, głównie na teatrze europejskim, a pod koniec wojny także w Brytyjskiej Flocie Pacyfiku. Z większych okrętów stracono jeszcze w 1942 roku na Morzu Śródziemnym niszczyciel „Isaac Sweers”.

### Czasy powojenne
Tuż po wyzwoleniu kraju i zakończeniu II wojny światowej Holandia przystąpiła do odbudowy marynarki, w możliwie najszerszym stopniu w oparciu o własny odbudowany przemysł stoczniowy, w tym własne wyposażenie radioelektroniczne. Z większych okrętów pozostały jej tylko dwa małe krążowniki, dwie kanonierki i dwa niszczyciele typu N zakupione od Brytyjczyków podczas wojny. W latach 1945–47 Holandia pozyskała dalsze cztery niszczyciele i inne okręty z brytyjskiego demobilu. W 1946 roku otrzymała pierwszy w swojej historii okręt lotniczy (wypożyczony lotniskowiec eskortowy „Karel Doorman”), po czym w 1948 roku zastąpiła go przez zakupiony lekki lotniskowiec „Karel Doorman”, pozostający w służbie do 1968 roku. W 1949 roku Holandia przystąpiła do NATO i równocześnie pozbyła się większości kolonii w Indiach Wschodnich, co spowodowało przeorientowanie marynarki na zadania w ramach sojuszu na Atlantyku i Morzu Północnym, skupiające się głównie na zwalczaniu okrętów podwodnych i działaniach przeciwminowych.
W latach 50. Holandia przystąpiła do wyposażania marynarki w nowe okręty własnej budowy, kończąc budowę dwóch zaczętych jeszcze przed wojną krążowników typu De Ruyter oraz budując serię dwunastu niszczycieli typów Holland i Friesland. Podjęto też budowę okrętów podwodnych, aczkolwiek nie były one liczną klasą w powojennej marynarce holenderskiej. Dla celów przeciwpodwodnych pozyskano liczne fregaty, początkowo z amerykańskiego programu pomocy wojskowej MDAP, a od lat 60. budowane w kraju. Zmianę jakościową stanowiła budowa w latach 70. dwóch dużych fregat rakietowych własnego projektu typu Tromp, a następnie dziesięciu średniej wielkości typu Kortenaer. Na przełomie lat 80/90. Holandia zbudowała dla swojej marynarki dalsze dwie fregaty rakietowe typu Jacob van Heemskerck i osiem typu Karel Doorman.
Wraz z odprężeniem po zakończeniu zimnej wojny, na przełomie XX i XXI wieku marynarka Holandii została zredukowana, a część nowoczesnych wciąż fregat sprzedano za granicę. Wcielono jednak również w tym okresie cztery nowoczesne duże fregaty rakietowe typu De Zeven Provinciën, o zwiększonych w stosunku do poprzednich okrętów możliwościach przeciwlotniczych. W latach 90. wcielono też pierwszy duży uniwersalny okręt desantowy-dok typu Rotterdam, mogący służyć do zamorskich operacji humanitarnych, a w kolejnych dwóch dekadach drugi „Johan de Witt” i jeszcze większy uniwersalny okręt wsparcia logistycznego „Karel Doorman”. Zmiana charakteru działania marynarki na zwalczanie przestępczości morskiej i operacje humanitarne spowodowała także budowę na początku XXI wieku czterech dużych oceanicznych okrętów patrolowych typu Holland. Liczebność personelu marynarki spadła z 8438 w 2002 roku do 6850 w 2015 roku (nie licząc 2800 piechoty morskiej).

## Wyposażenie
| Typ                                     | Zdjęcie           | Okręty                                               | Znak                          | W służbie           | Producent                                                  | Wyporność (t) | Długość (m) |
| Fregaty (6)                             | Fregaty (6)       | Fregaty (6)                                          | Fregaty (6)                   | Fregaty (6)         | Fregaty (6)                                                | Fregaty (6)   | Fregaty (6) |
| --------------------------------------- | ----------------- | ---------------------------------------------------- | ----------------------------- | ------------------- | ---------------------------------------------------------- | ------------- | ----------- |
| De Zeven Provinciën                     | Evertsen (F805)   | De Zeven Provinciën Tromp De Ruyter Evertsen         | F802 F803 F804 F805           | 2002 2003 2004 2005 | Royal Schelde (Damen), Vlissingen                          | 6050          | 144         |
| Karel Doorman (M)                       | Van Amstel (F831) | Van Amstel Van Speijk                                | F831 F828                     | 1993 1995           | Royal Schelde (Damen), Vlissingen                          | 3373          | 114         |
| Okręty desantowe-doki (2)               |                   |                                                      |                               |                     |                                                            |               |             |
| Rotterdam                               | Rotterdam (L800)  | Rotterdam Johan de Witt                              | L800 L801                     | 1998 2007           | Royal Schelde (Damen), Vlissingen                          | 12 500 16 500 | 176         |
| Okręty podwodne (4)                     |                   |                                                      |                               |                     |                                                            |               |             |
| Walrus                                  | Zeeleeuw          | Walrus Zeeleeuw Dolfijn Bruinvis                     | S802 S803 S808 S810           | 1992 1990 1993 1994 | Rotterdamsche Droogdok Maatschappij, Rotterdam             | 2800          | 68          |
| Niszczyciele min (6)                    |                   |                                                      |                               |                     |                                                            |               |             |
| Alkmaar                                 | Schiedam (M860)   | Makkum Schiedam Urk Zierikzee Vlaardingen Willemstad | M857 M860 M861 M862 M863 M864 | 1985 1986 1987 1989 | Van der Giessen de Noord                                   | 605           | 51          |
| Oceaniczne okręty patrolowe (4)         |                   |                                                      |                               |                     |                                                            |               |             |
| Holland                                 | Holland (P840)    | Holland Zeeland Friesland Groningen                  | P840 P841 P842 P843           | 2012 2013 2014      | Royal Schelde (Damen), Vlissingen                          | 3750          | 108         |
| Okręty wsparcia logistycznego (1)       |                   |                                                      |                               |                     |                                                            |               |             |
| Rotterdam                               |                   | Karel Doorman                                        | A833                          | 2015                | Damen Shipyards Galați, Gałacz / Damen Schelde, Vlissingen | 27 800        | 205         |
| Statki-bazy nurków (4)                  |                   |                                                      |                               |                     |                                                            |               |             |
| Cerberus                                | Argus (A852)      | Cerberus Argus Nautilus Hydra                        | A851 A852 A853 A854           | 1991 1993           | -                                                          | -             | -           |
| Okręty zaopatrzeniowe (1)               |                   |                                                      |                               |                     |                                                            |               |             |
|                                         | Amsterdam (A836)  | Amsterdam                                            | A836                          | 1995                | Royal Schelde (Damen), Vlissingen                          | 17 040        | 166         |
| Okręty hydrograficzne (2)               |                   |                                                      |                               |                     |                                                            |               |             |
| „Snellius”                              | Snellius (A802)   | Snellius Luymes                                      | A802 A803                     | 2004                | Damen Shipyard Galati, Gałacz                              | 1800          | 75          |
| Okręty pomocnicze (2)                   |                   |                                                      |                               |                     |                                                            |               |             |
| Okręty szkolne (2)                      |                   |                                                      |                               |                     |                                                            |               |             |
| Holowniki (12)                          |                   |                                                      |                               |                     |                                                            |               |             |
| Łodzie desantowe (17) (Piechota morska) |                   |                                                      |                               |                     |                                                            |               |             |

## Insygnia

Bandera wojenna
Proporzec
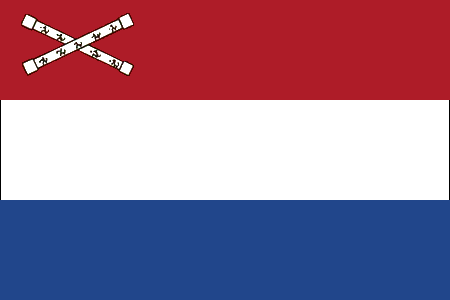
Bandera admirała
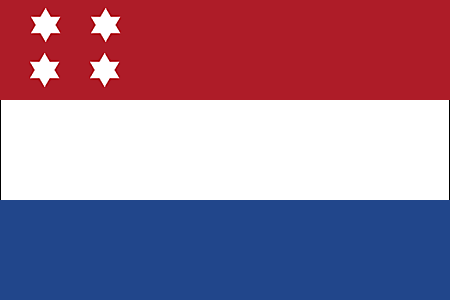
Bandera admirała-porucznika
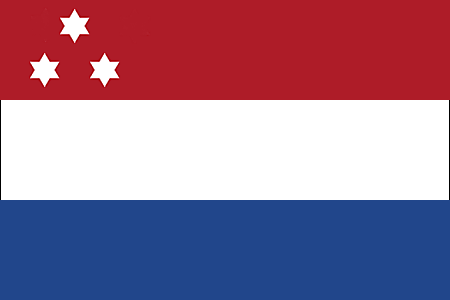
Bandera wiceadmirała
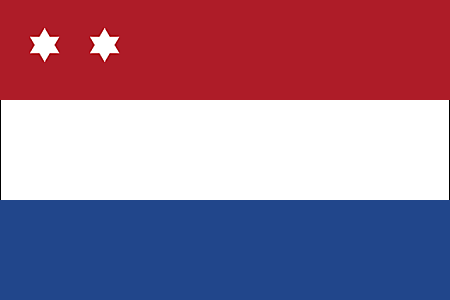
Bandera kontradmirała
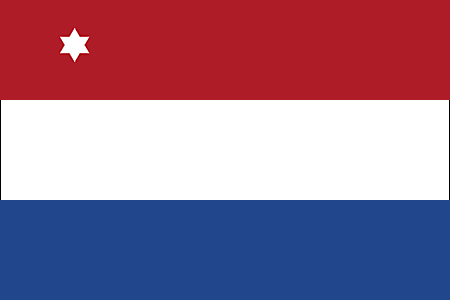
Bandera komodora